# Nana (muzyk)
Nana Kwame Abrokwa (ur. 5 października 1968 w Akrze w Ghanie) to niemiecki raper i DJ, występujący pod pseudonimem Nana i Darkman. Szczyt jego kariery przypada na drugą połowę lat 90. XX wieku. Jego styl był charakteryzowany jako europejski rap, a teksty mówiły o relacjach z Bogiem, rodziną, a także o rasizmie i holocauście.

## Życiorys
Nana przyjechał do Hamburga wraz z matką i braćmi w wieku 10 lat. Na początku lat 90. zaczyna grać jako DJ w klubach hip-hopowych. Współprodukował i rapował również w kilku piosenkach z DJ-em Davidem Fascherem ("Here We Go", "Make The Crowd Go Wild"), pod pseudonimem MC Africa True.
W 1995 dołączył jako raper do projektu Darkness (Bülent Aris i Toni Cottura) reprezentującego eurodance. Ich piosenka "In My Dreams" stała się przebojem. Nanie nie odpowiadał do końca styl Darkness i grupa rozdzieliła się. Obecny pseudonim – Darkman – pochodzi właśnie z tego okresu.
W 1996 Aris i Cottura założyli wytwórnię Booya Music, do której jako pierwszy artysta dołączył Nana. Pierwszy singel "Darkman" doszedł do pierwszej dziesiątki oficjalnej niemieckiej listy przebojów. Następny utwór – "Lonely" – utrzymywał się na pierwszym miejscu przez kilka tygodni. Album Nana wydany w 1997 prezentuje amerykański styl rapu, a na płycie występuje wielu innych członków Booya (m.in. Jan van der Toorn i Alex Prince).
Drugi album – Father – został wydany w maju 1998 i zawierał wolniejsze utwory z bardziej osobistymi tekstami.
Pod koniec 1999, Nana wydał singel "I Wanna Fly", który został źle przyjęty, z powodu wzrostu znaczenia hip-hopu w języku niemieckim.
Na początku 2001 roku Nana wydał piosenkę w języku niemieckim "Du wirst sehen". Gest ten nie został doceniony przez międzynarodowych fanów. Singel nie przyjął się i prace nad dwujęzycznym albumem Global Playa zostały odwołane na życzenie wydawnictwa płytowego.
Po długiej przerwie, latem 2004, Nana wydał album "All Doors In Flight No. 7" we własnej wytwórni Darkman Records. Album sprzedawany był wyłącznie na stronie internetowej Nany.
Na początku sierpnia 2008 roku wydał podwójny album „12 Y.O.”.
Na swoim koncie ma także dwie role: filmową – „Fernes Land Pa-ish” oraz teatralną, w sztuce „Schattenboxer”. Ponadto przez wiele lat był gospodarzem programu w Radiu NRJ, pracował także w hamburskim oddziale Universal Music oraz wytwórni EMI Music Publishing Germany. Wciąż produkuje i nagrywa muzykę. W swoich tekstach porusza problem relacji człowieka z Bogiem, rodziny oraz takich kontrowersyjnych tematów, jak rasizm i Holocaust.

## Dyskografia

### Albumy
- (1997) Nana – Nana (Motor Music) – platynowa płyta w Polsce[1]
  - Darkman – 06.12.1996
  - Lonely – 07.03.1997
  - Let It Rain – 07.07.1997
  - He's Comin- 01.09.1997
- (1998) Nana – Father (Motor Music) – złota płyta w Polsce[2]
  - Too Much Heaven – 01.12.1997
  - I Remember The Time – 06.04.1998
  - Dreams – 07.08.1998
  - Father – 16.11.1998
- (2004) Nana – All Doors in Flight No. 7 (Darkman Records)
  - Butterfly – 12.07.2004
  - Ride With Me – 26.02.2005
- (2008) Nana – 12 Y.O.
  - My Get Away – 09.09.2008
  - L.O.V.E.
- 2009 Stand Up!
  - Stand Up!

### Single
- I Wanna Fly (Like A Angel) – 15.11.1999
- Du Wirst Sehen – 14.04.2001